# St. Lawrence Estate
St. Lawrence Estate es una localidad de Santa Lucía, que forma parte del distrito de Anse La Raye.